# 판데크텐

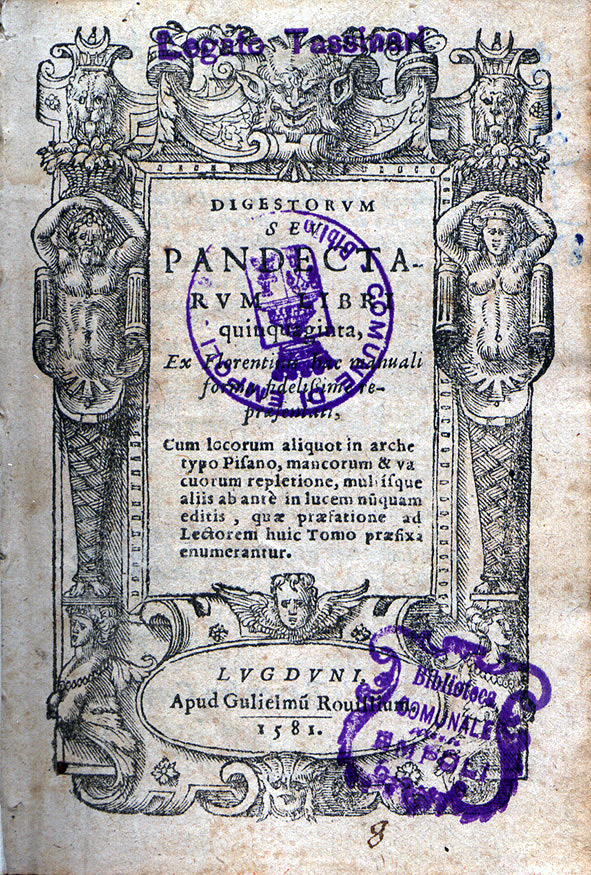
이탈리아 레나토 푸치니 공공 도서관에 소장된 1581년판 판덱텐

판데크텐(독일어: Pandekten)은 로마법 대전의 학설휘찬을 말한다. 6세기 동로마 황제 유스티니아누스 1세의 명령으로, 2천여권의 법률서적을 50권으로 요약했다. 요약했다는 뜻으로 다이제스트(Digest)라고도 부른다. 디게스타((Latin: Digesta 또는 디제스타) , 판덱타이(Latin: Pandectae) 등 라틴어의 발음을 그대로 쓰기도 한다. 라틴어 판덱타이(pandéctæ)는 전집, 백과사전, 총람이라는 뜻이다.

## 역사
고대 로마제국은 고전시대(27년-284년)에 로마법이 가장 발달했다. 당시엔 학설법으로 통치했으며, 형법 보다는 주로 민법이 발달했다. 저명한 법학자가 구체적인 사례에 구체적인 해답을 하는 식으로 학설법이 만들어졌고, 오늘날처럼 법률이 개념화, 추상화, 일반화 되지는 않았다.
동로마 황제 유스티니아누스 1세의 명령으로 작성된 로마법 대전은 529년 4월에 공포되었다. 고전시대의 로마법을 부활해 로마의 영광을 되찾으려고 노력했다. 고전시대 로마법의 핵심은 학설법이었으므로, 학설법 백과사전인 학설휘찬의 편찬이 로마법 대전 편찬 사업의 핵심이었다.
2016년 현재 전세계가 고대 로마제국의 로마법으로 통일되어 있다고 하는 표현도, 로마법 대전의 핵심인 학설휘찬이 전세계 국가의 법률에 큰 영향을 끼치고 있다는 의미이다.
6세기 후반 또는 7세기 초반에 필사된 플로렌티나 필사본(en:Littera Florentina)이 현재 판덱텐의 가장 오래된 버전이다. 중세시대에 다이제스트는 3가지 부분으로 나누어져서, 오직 한가지 부분만 주로 필사되었다. 1985년에 다이제스트가 영어로 완역되었다.
학설휘찬의 2/5는 도미티우스 울피아누스의 저서에서, 1/6은 율리우스 파울루스의 저서에서 인용된 것이다. 당시 존재하던 법학자들의 학설들을 모두 모은 것으로서, 학설휘찬에 포함되지 않은 법학자의 학설은 재판에서 인용할 수 없게 되었다. 재판에서 인용할 수 있는 유일한 불문법 출처가 되었다.
로마법 대전은 당시 가장 인기있던 교과서인 가이우스의 법학제요를 기본으로 작성한 법학제요(Institutiones), 울피아누스의 저술이 주로 인용된 학설법 백과사전인 학설휘찬(Pandekten), 성문법인 로마 황제의 칙령, 이렇게 크게 3가지로 구성되어 있다. 학설휘찬이 핵심이며, 학설휘찬을 이해하기 쉽게 입문서로 만든 것이 법학 교과서인 법학제요다.

## 판데크텐 체계
독일 민법으로부터 기원한 민법전 구성 체계로 일본 민법, 대한민국 민법이 이 체계를 따른다.

### 역사
1896년 독일 제국 의회를 통과・공포되어 1900. 1. 1일부터 시행에 들어간 독일민법전(BGB)이 최초의 판데크텐 체계를 따른 근대 법전이다. 판데크텐 체계란 로마법을 계승하여 이의 체계적이고 해석학적인 연구 결과를 바탕으로 법전편찬작업을 독일 역사법학자들의 법률해석태도와 법인식방법론 및 역사주의적 입장과 사법 이론이 녹아있는 체계이다.

### 구성
대한민국 민법전이 총칙, 물권, 채권, 친족, 상속의 5편으로 구성되어 있는데 일반적인 내용은 총칙에 담겨 있는 모습이 대표적이다. 판덱텐과 달리 각 대상에 따라 관련 조항을 모아 차례차례 배치하는 것을 인스티투치오넨 체계(Institutionens system,法學提要)라 한다.

## 같이 보기
- 민법전